# I conquistatori della Luna
I conquistatori della Luna (Radar Men from the Moon) è un serial cinematografico di fantascienza in 12 episodi in bianco e nero del 1952 per la regia di Fred C. Brannon. Riedito nel 1957, venne ridotto in un film per la televisione nel 1966 col titolo Retik, the Moon Menace.
Il serial costituisce il secondo capitolo dedicato al personaggio dell'eroe spaziale Rocket Man: I conquistatori della Luna è infatti l'ideale seguito del serial Gli uomini missili del pianeta perduto (King of The Rocket Men) del 1949 e il protagonista, pur con un nome e un attore diverso, è essenzialmente lo stesso; l'uomo-razzo riapparve nella serie televisiva Commando Cody: Sky Marshall of the Universe del 1953 e fu ripreso nel film Le avventure di Rocketeer (The Rocketeer) del 1991.

## Trama
Commando Cody è un ricercatore e inventore civile con vari dipendenti al suo servizio. Ha inventato un casco aerodinamico e uno zaino a razzo sonico che egli utilizza con una tuta volante in pelle. Cody ha anche costruito un razzo in grado di raggiungere la Luna. Quando gli Stati Uniti vengono attaccati da una forza misteriosa che può spazzare via intere basi militari e complessi industriali, Cody ipotizza - correttamente - che l'attacco proviene dalla Luna, che raggiunge quindi a bordo del suo razzo. Lì si confronta con il dittatore della Luna, Retik, che annuncia con spavalderia i suoi piani per conquistare la Terra e quindi trasferirvi l'intera la popolazione della Luna utilizzando delle astronavi.
Nel corso dei successivi 11 capitoli del serial, Cody, ora di nuovo sulla Terra, aiutato dai suoi compagni Joan, Ted e Dick, combatte uno sfuggente agente lunare chiamato Krog e la sua banda di accoliti umani guidata da Graber e Daly, che fa uso di cannoni a raggi alimentati a Lunarium per distruggere le forze di difesa e indebolire il morale pubblico. Dopo un secondo viaggio verso la Luna, in cui cattura un esemplare di cannone a raggi per duplicarlo nel suo laboratorio, Cody segue le tracce dei tirapiedi di Retik fino al loro nascondiglio, dove Krog viene ucciso da uno dei suoi dispositivi; Graber e Daly muoiono in seguito alla caduta della loro auto dalla scogliera durante un inseguimento. Retik vola sulla Terra per assumere personalmente le redini delle operazioni di invasione ormai compromesse, ma viene fatto esplodere nel cielo da una delle sue stesse armi a raggi.

## Produzione

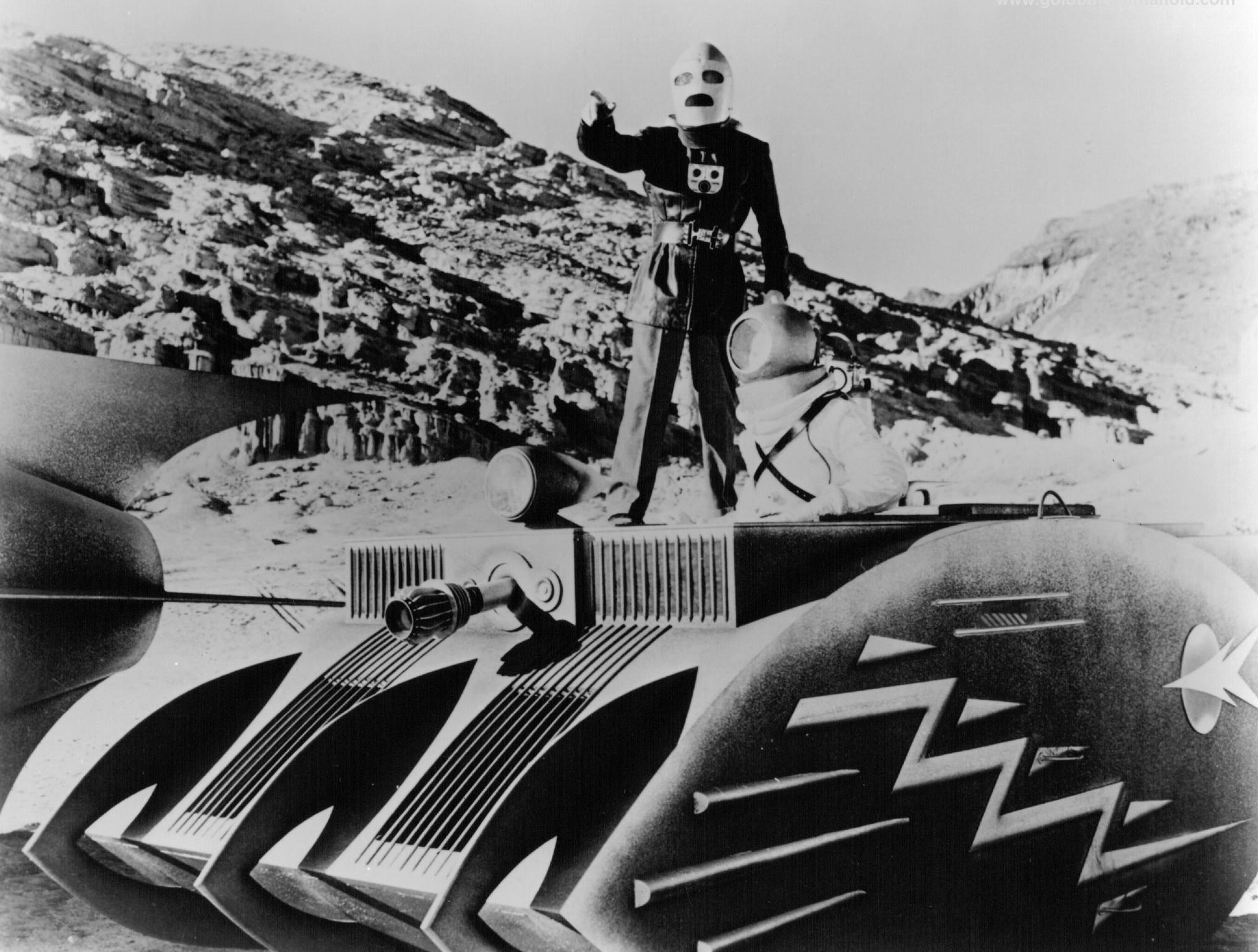
Commando Cody su un carrarmato lunare

I conquistatori della Luna è l'ideale seguito del serial Gli uomini missili del pianeta perduto (King of The Rocket Men) del 1949 - di cui ricicla varie scene come era comune all'epoca - e il protagonista, pur con un nome e un attore diverso, è essenzialmente lo stesso, un eroe spaziale provvisto di uno zaino a razzo.
Alla produzione del serial fu assegnato un budget di $172,840, tuttavia il costo finale fu di $185,702 (uno sforamento di $12,862, pari al 7.4%); fu il serial più costoso prodotto da Republic Pictures nel 1952.
Fu girato tra il 17 ottobre e il 6 novembre 1951 con il titolo di lavorazione di Planet Men from Mars; il numero di produzione del serial era 1932.
Le scene ambientate sulla Luna furono girate nel parco naturale di Vasquez Rocks in California.

## Distribuzione
Il serial fu distribuito negli Stati Uniti nel 1952 e riedito nel 1957. Venne rimontato in un film per la televisione nel 1966, riducendo la durata a 100 minuti, col titolo Retik, the Moon Menace. Il serial con la lunghezza originale è stato distribuito in DVD nell'home video in italiano come I conquistatori della Luna.
Dal momento che il copyright del film non fu rinnovato, il film è entrato nel pubblico dominio nel 1979.

## Accoglienza
Il personaggio di Rocket Man fu molto popolare all'epoca, specie tra gli adolescenti, che erano considerati i maggiori consumatori di fantascienza.

### Critica

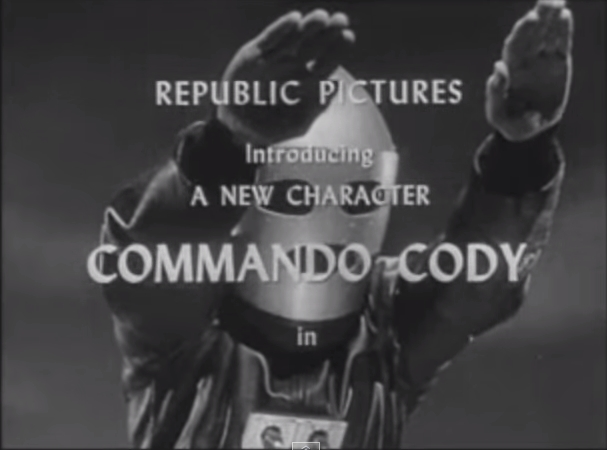
Il personaggio di Commando Cody, benché presentato come "nuovo" nei titoli, è essenzialmente lo stesso Rocket Man del serial Gli uomini missili del pianeta perduto (King of The Rocket Men) del 1949.

Brian Willems nella sua analisi sui film di fantascienza ambientati sulla Luna (2015), lo definisce un seguito molto libero e in stile "Camp" de Gli uomini missili del pianeta perduto. Roy Kinnard nella sua disamina dei serial di fantascienza (1998) scrive che, rispetto ad altri film d'invasione dell'epoca, I conquistatori della Luna dimostra una "notevole mancanza di immaginazione". Chiavini, Pizzo e Tetro (2003) lo definiscono "mediocre", aggiungendo che "appartiene alla sottoproduzione dell'epoca". Il saggista italiano Stefano Anelli nel 1999, scrivendo con lo pseudonimo di John Kleeves, lo definisce "decisamente tipico e significativo" della tendenza dell'epoca di identificare gli alieni invasori coi nemici sovietici.

## Seguiti
Il personaggio protagonista riapparve, interpretato Judd Holdren, nella serie televisiva Commando Cody: Sky Marshall of the Universe del 1953 e venne ripreso nel film Le avventure di Rocketeer (The Rocketeer) del 1991.